# Stagione di college football 1893
La Stagione di college football 1893 fu la venticinquesima stagione di college football negli Stati Uniti. 
In questa stagione terminò l'esistenza della Intercollegiate Football Association che aveva raccolto le migliori squadre dell'epoca, in particolar modo Yale e Princeton. 
Tra le scuole che approntarono per la prima volta il loro programma sportivo, ve ne sono di primissimo piano soprattutto nel sud degli Stati Uniti: l'11 novembre esordìrono gli Ole Miss Rebels contro una selezione del college di Union, il 25 novembre Louisiana State e Tulane scesero in campo entrambe per la loro prima volta, il 30 novembre la prima selezione dei Texas Longhorns scese in campo contro il Dallas Athletic Club. Nello stesso anno iniziarono le attività anche altre squadre oggi di prima divisione come Oregon, Oregon State e Boston College. 
La stagione va ricordata anche per la prima partita giocata a capodanno: a Chicago, l'università di Chicago, diretta da Amos Alonzo Stagg chiuse l'impegnativa stagione battendo in casa Notre Dame con il punteggio di 8-0.
Secondo l'Official NCAA Division I Football Records Book, Princeton chiuse imbattuta 11-0, battendo Yale 6-0 il 30 novembre e vinse l'ultimo titolo IFA ed il titolo di campione nazionale di quella stagione.

## Conference e vincitori
| Conference                                         | Scuola                   | Conf. V-S-P  | Totale V-S-P |
| -------------------------------------------------- | ------------------------ | ------------ | ------------ |
| Intercollegiate Football Association               | Princeton                | 2 - 0        | 11 - 0       |
| Triangular Football League                         | Dartmouth                | 2 - 0        | 5 - 3        |
| Indiana Intercollegiate Athletic Association       | Purdue                   | 4 - 0        | 5 - 2 - 1    |
| Western Interstate University Football Association | Kansas                   | 2 - 1        | 2 - 5        |
| Colorado Football Association                      | Colorado School of Mines | (incompleto) | 5 - 1        |
| Maine Intercollegiate Athletic Association         | Bowdoin                  | 4 - 0        | 7 - 2        |
| Middle States Intercollegiate Football League      | Lafayette                | 2 - 0        | 3 - 6        |

## College esordienti
- Wyoming Cowboys football
- Tulane Green Wave football
- Texas Longhorns football
- Oregon Ducks football
- Oregon State Beavers football
- New Mexico State Aggies football
- Ole Miss Rebels football
- LSU Tigers football
- Idaho Vandals football
- Boston College Eagles football